# Institut français de Slovaquie
L’Institut français de Slovaquie (Francúzsky inštitút na Slovensku) est un établissement culturel français fondé en 1990 par le ministère français chargé des Affaires étrangères.

## Le palais Kutscherfeld
Après avoir fonctionné au sein de l'Université Comenius et depuis septembre 1990 dans les locaux provisoires rue Grösslingova, il ouvre ses portes en juin 1991 dans le Palais Kutscherfeld (de), bâtiment construit en 1762 à partir des plans de l'architecte Jakub Fellner de Fellenthal (de) (1722-1780), en style rococo, sur la place principale de la vieille ville de Bratislava. La palais appartient d'abord à Leopold von Kutscherfeld, ancien gouverneur des Bains Royaux qui lui donne son nom, avant d'être racheté en 1813 par le comte Imre Esterházy de Galántha (1763-1838).
Cet hôtel particulier de deux étages, d'un plan classique, est constituée de quatre ailes axées autour d'une cour centrale. En façade, le rez-de-chaussée est sans décor ; aux quatre angles du bâtiment, des sculptures nues soutiennent la corniche. Des ornements en stuc encadrent les fenêtres et soulignent le| fronton du premier étage. Le portail est situé dans l'axe central. Le balcon à double fenêtre, surmonté d'un fronton, repose sur des consoles en volutes massives. Cette décoration contraste le reste de la façade, très sobre. Les consoles et moulures, le portail au fond d'une arcade qui n'est pas ornée, trahissent l'influence de l'architecture classique française. À titre d'exemple, on peut citer la parenté qui existe entre les portes du pavillon d'Amalienburg à Nymphenburg réalisées par François de Cuvilliés et la grille légère du balcon exécutée d'après un modèle de cet architecte français.
Une plaque commémorative sur la façade rappelle que le musicien russe Anton Grigorievitch Rubinstein, pianiste, compositeur, chef d'orchestre et professeur (1829-1894) a vécu et travaillé dans cette maison. Un salon comportant des boiseries et des tentures murales porte son nom.

## Missions
L'Institut français a pour objectif de contribuer au rayonnement de la langue, de la culture et de la science françaises en Slovaquie et le développement des échanges culturels entre les deux pays ainsi que la promotion de l'image d'une scène artistique et culturelle française à la fois moderne, prestigieuse et ouverte sur le monde.
Il accompagne les festivals et évènements culturels slovaques en invitant des acteurs de la création française contemporaine (théâtre, danse, arts visuels, photographie, musique classique et actuelle, jazz, cinéma, littérature...), en organisant des expositions et ateliers artistiques dans ses locaux ou dans les musées de la ville (art contemporain, design, mode...) et en soutenant le développement d'échanges d'expertise en particulier dans le domaine des musées et du patrimoine. Il participe activement au débat d'idées.
Il dispose depuis sa création d'une médiathèque et d'un service des cours s'adressant au grand public.

## Histoire de l'Institut français de Slovaquie
Le précurseur de l'institut est Serge Popoff, qui s'investit dans la fondation de cet établissement dès le lendemain de la Révolution de velours.
À partir de 1996, il intègre également la partie slovaque du centre de coopération linguistique et éducative de Prague qui était resté commun aux deux pays héritiers de la Tchécoslovaquie puis une délégation générale de l'Alliance française, séparée de celle de Prague.
À la suite de l'adoption le 12 juillet 2010 de la loi relative à l'action extérieure de l'État, créant notamment l'Institut français comme opérateur central du ministère chargé des Affaires étrangères pour l’action culturelle extérieure de la France, le MAE décide de renforcer la visibilité de son réseau, d'adopter une dénomination unifiée et d'intégrer dans les instituts français l’essentiel des services de coopération et d'action culturelle des ambassades.
Cela se traduit en Slovaquie par la création en 2011 de l’Institut français de Slovaquie.

### Les directeurs, COCAC
- 1990-1994 : Luc Bouniol-Laffont (d)[2] (coopération linguistique et éducative : Pascal Bernardeau, 1991-1996)
- 1994-1998 : Jacques Defert (directeur adjoint, coopération linguistique et éducative : Éric Playout, 1996-2000 ; directeur du Centre français auprès de STU : Jean-François Sterquel, 1995-1999, puis Alain Schneider, 1999-2003)
- 1998-2002 : Michel Giès (directeur adjoint, coopération linguistique et éducative : Alain Schneider, 2000-2003)
- 2002-2006 : Jean-Pierre Meullenet (directeur adjoint, coopération linguistique et éducative : Emmanuel Rimbert, 2003-2007)
- 2006-2010 : Didier Talpain (1960- ) (directeur adjoint, coopération linguistique et éducative : Jacques Bortuzzo, 2007-2011)
- 2010-2013 : Guillaume Robert (d) (directeur adjoint, coopération linguistique et éducative : Pascal Schaller 2011-2014)
- 2013-2016 : Michel Pouchepadass (1953- ) (coopération linguistique et éducative : Emmanuelle Daill 2014-2018)
- 2016-2020 : Jean-Pierre Jarjanette (d) (1955- ) (coopération linguistique et éducative : Emmanuelle Daill 2014-2018, puis Thibaut Triqueneaux 2018-2022)
- 2020-2023 : Jean-Marc Cassam Chenai (d) (1959- ) (coopération linguistique et éducative : Thibaut Triqueneaux 2018-2022)
- 2023- : Olivier Favry (d) (1965- ) (coopération linguistique et éducative : Louis Marandet 2022- )